# 캐나다의 로마 가톨릭교회

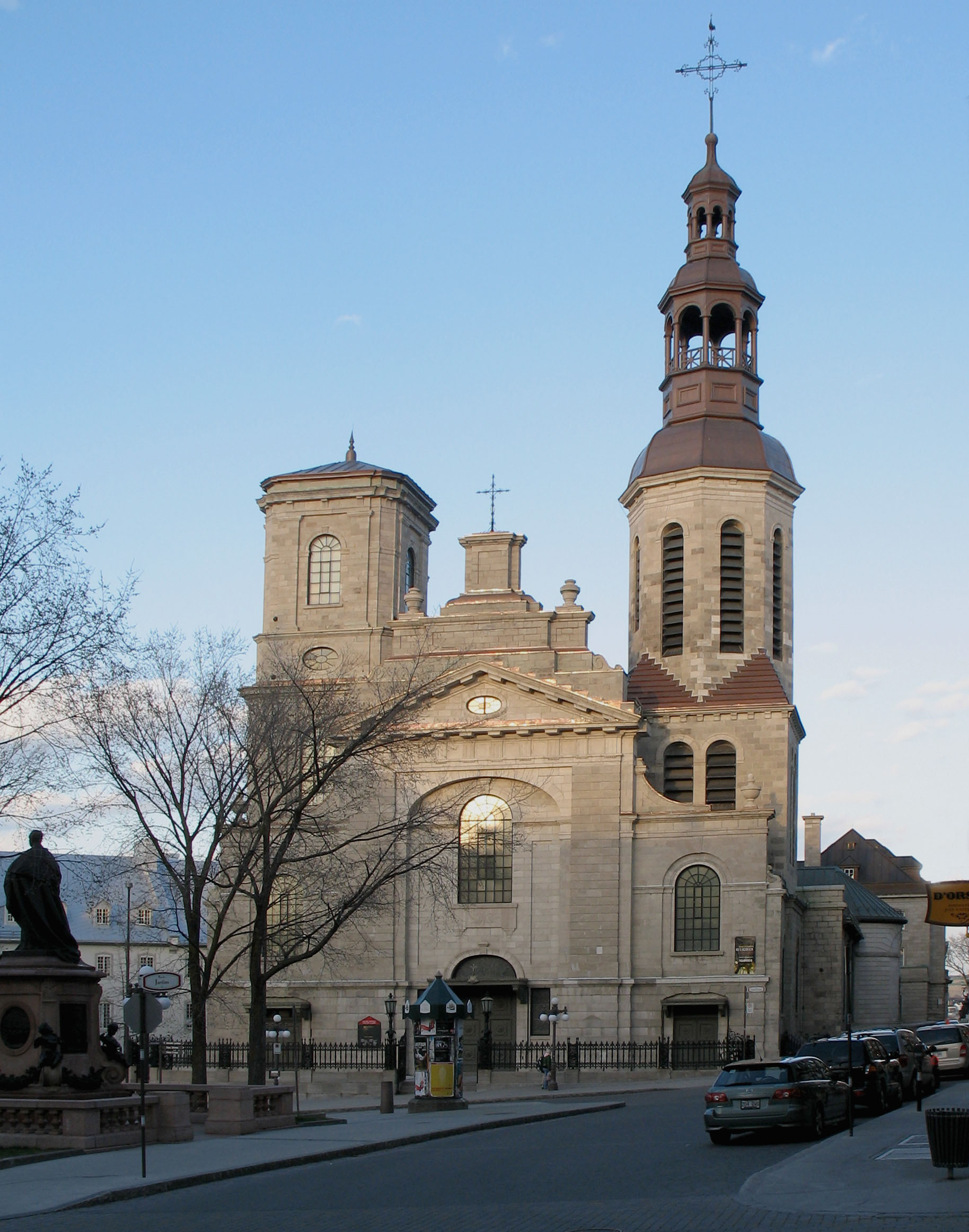

캐나다의 로마 가톨릭 교회(Roman Catholicism in Canada)는 캐나다의 로마 가톨릭 역사이다.

## 연혁
로마 가톨릭의 캐나다 전래는 17세기 초 프랑스계 이민의 유입과 함께 시작되었다. 이후 가톨릭 각국에서 온 이민을 통해 교세가 발전하였다. 1759년, 캐나다를 통일한 영국은 캐나다의 로마 가톨릭 교도들이 미국 독립 전쟁에 일체 관심을 갖지 않게 하기 위해 가톨릭 관용령을 발표하였다. 19세기에는 교구제도를 정비하고 퍼스트 네이션(캐나다의 원주민)에게도 선교해 오늘날 캐나다에서 가장 큰 기독교 교파가 되었다.

## 같이 보기
- 캐나다의 로마가톨릭교구